# 小谷吉輝
小谷 吉輝（こたに よしてる、1974年8月4日- ）は、福岡県北九州市出身の作曲家、日本作曲家協会会員。ファイナンシャルプランナー、証券外務員、宅地建物取引士、医薬品登録販売者、正道会館キックボクシングアスリート。
1995年、国立北九州高専電子制御工学科卒、1998年、放送大学教養学部卒、1999年、福岡教育大学教育学部音楽科研究生修了、2001年、東京学芸大学教育学部音楽科研究生修了。2005年、日本作曲家協会入会。現在、福岡バニーガール、ミス チャイナドレスなどの自作品11作品が1年半にYouTubeなどで、2万5千ストリーミングを超えている。ピアノは、20歳から始めている。
2020年1月、アフリカのケニアでＪ-popトップソングチャート小谷小牧&小谷吉輝名義 愛の鉄道という曲が第３位にチャートインした。